# ماثيو سيمونز
ماثيو سيمونز (بالإنجليزية: Matthew Simmons)‏ هو مصرفي واقتصادي أمريكي، ولد في 7 أبريل 1943 في كايسفيل في الولايات المتحدة، وتوفي في 8 أغسطس 2010 في نورث هيفن في الولايات المتحدة.